# دراکن اینترنشنال
دراکن اینترنشنال (انگلیسی: Draken International) شرکت هوافضای آمریکایی است، که در سال ۲۰۱۲ تأسیس شد.